# 柯林·弗兹
柯林·彼得·弗兹（Colin Peter Furse，1979年10月14日—，来自英格兰史丹佛的YouTuber，在YouTube已经有了1050万个订阅。

## 早年
柯林曾就读于马尔科姆·萨金特小学，在那时他已经会挖一些地下洞穴或者建造树屋。16岁时他辍学并成为了水管工，这使他能够专注于一些工程上的问题。在他父亲死后不久，他成为了一名YouTuber并在上面分享他的一些发明。